# Premios de la Música
Os Premios de la Música é uma premiação musical espanhola, foram instituidos em 1996 pela Sociedad General de Autores y Editores de España (SGAE) e Fundación Autor com a colaboração com a Sociedad de Artistas de España (AIE) em reconhecimento ao trabalho de autores, cantores, compositores e com todos os profissionais da música em geral. Desde de 2001 a organização fica a cargo da Academia de las Artes y las Ciencias de la Música de España.
São os próprios autores e intérpretes, membros da Academia, que votam naqueles, que na sua opinião, são os profissionais mais destacados nas diferentes modalidades criativas da música durante o ano precedente.
Desde a sua terceira edição o censo de votantes inclui uma seleção de profissionais da imprensa musical nacional e internacional, gravadoras, agências de representação artísticas e estabelecimentos comerciais de música. Este corpo de votantes escolhem os finalistas e premiados dos Premios de la Música.